# Al Fashiri repülőtér
Az Al Fashiri nemzetközi repülőtér (arabul مطار الفاشر) (IATA: ELF, ICAO: HSFS) Al Fashir közelében található Szudánban. 

## Légitársaságok és úticélok
2025-ben a Al Fashiri repülőtérről az alábbi járatok indulnak (Utoljára frissítve: 2025-03-2):
| Légitársaság  | Célállomások                    |
| ------------- | ------------------------------- |
| Badr Airlines | Khartoum (felfüggesztve)        |
| Nova Airways  | Khartoum (felfüggesztve), Nyala |
| Sudan Airways | Khartoum (felfüggesztve)        |

## Forgalom
Az utasforgalom az elmúlt években az alábbi módon változott: